# Asylum (Kalifornia)
Asylum – obszar niemunicypalny w hrabstwie Mendocino, w Kalifornii (Stany Zjednoczone), na wysokości 185 m. Znajduje się bezpośrednio na południe od Ukiah.